# Plethodon nettingi
Espèce
Statut de conservation UICN

 NT  : Quasi menacé
Plethodon netting est une espèce d'urodèles de la famille des Plethodontidae.

## Répartition
Cette espèce est endémique de Virginie-Occidentale aux États-Unis. Elle se rencontre de 908 à 1 463 m d'altitude dans les Cheat Mountains dans les comtés de Grant, de Tucker, de Randolph, de Pocahontas et de Pendleton.

## Étymologie
Cette espèce a été nommée en l'honneur de Morris Graham Netting.